# محسن علی‌اکبری
محسن علی‌اکبری (زاده ۲ بهمن ۱۳۳۹ در تهران) تهیه‌کنندهٔ سینما اهل ایران است. وی دارای مدرک درجه یک هنری از وزارت فرهنگ و ارشاد اسلامی است.

## فیلم‌شناسی

### تهیه‌کنندهٔ فیلم‌های سینمایی
- روزِ مات (۱۴۰۱)
- آرمان‌شهر (۱۳۹۳)
- یاسین (۱۳۹۲)
- استرداد (۱۳۹۰)
- تلفن همراه رئیس‌جمهور (۱۳۹۰)
- پایان دوم (۱۳۸۹)
- پنهان (۱۳۸۹)
- کتاب قانون (۱۳۸۷)
- آن مرد آمد (۱۳۸۶)
- سبیل مردونه (۱۳۸۶)
- همیشه پای یک زن در میان است (۱۳۸۶)
- پاداش سکوت (۱۳۸۵)
- جای او دیگر خالی نیست (۱۳۸۴)
- شهر آشوب (۱۳۸۴)
- جنگ کودکانه (۱۳۸۳)
- مریم مقدس (۱۳۷۹)
- اصحاب کهف (۱۳۷۶)
- کمین (۱۳۷۵)
- لاک‌پشت (فیلم) (۱۳۷۵)
- به خاطر هانیه (۱۳۷۳)
- چشم شیشه‌ای (۱۳۶۹)
- آخرین پرواز (۱۳۶۸)
- افسون (۱۳۶۷)
- پرواز در شب (۱۳۶۵)
- بلمی به سوی ساحل (۱۳۶۴)
- گورکن (۱۳۶۳)

### تهیه‌کننده سریال‌های تلویزیونی
- نفوذ
- چه کسی به سرهنگ شلیک کرد؟
- گروه ویژه
- فرستاده
- نردبام آسمان
- خاطرات مرد ناتمام
- مریم مقدس
- مردان آنجلس
- ایوب پیامبر

### مدیر تولید
- کمین (۱۳۷۵)
- لاک‌پشت (۱۳۷۵)
- به خاطر هانیه (۱۳۷۳)
- ایوب پیامبر (۱۳۷۲)
- چشم شیشه ای (۱۳۶۹)
- آخرین پرواز (۱۳۶۸)
- افسون (۱۳۶۷)
- پرواز در شب
- بلمی به سوی ساحل (۱۳۶۴)
- گورکن (۱۳۶۳)

### جانشین مدیر تولید
- افسون (۱۳۶۷)

### مشاور تولید
- پاییز بلند

## جوایز
- برندهٔ جایزهٔ ویژهٔ هیئت داوران بهترین فیلم (سبیل مردونه) در سی و هفتمین دوره جشنواره فیلم رشد - ۱۳۸۶
- برندهٔ سیمرغ بلورین بهترین فیلم (استرداد) در سی و یکمین دورهٔ جشنوارهٔ فیلم فجر - ۱۳۹۱
- کاندیدای بهترین فیلم (پاداش سکوت) در یازدهمین دوره جشن خانه سینما - ۱۳۸۶
- سیمرغ بلورین بهترین فیلم از نگاه مردمی (همیشه پای یک زن در میان است) ۱۳۸۶